# Giovanni Battista Cicala Zoagli
Giovanni Battista Cicala Zoagli (Génova, 1485 - Génova, 1566) foi o 63.º Doge da República de Génova.

## Biografia
O seu mandato como Doge é lembrado pelos historiadores como "rigoroso" para a economia do estado genovês. Como Doge, ele teve que enfrentar novamente o problema da Córsega que retornou sob o poder único da República, deixando o Banco de São Jorge, assim como de outras vilas e cidades "continentais".
Nos dois anos que liderou o governo de Génova, ele promoveu uma verdadeira política de economia das finanças públicas e, mais importante, cancelando ou quase cancelando a insolvência genovesa, tanto do Estado quanto dos seus cidadãos, contra os credores. Após o seu mandato terminar em janeiro de 1563, foi nomeado procurador perpétuo. Ele faleceu em Génova, em 1566.